# Isoetes
Isoetes (anteriormente grafado Isoëtes) é um género de plantas vasculares herbáceas junciformes da classe Isoetopsida da ordem Isoetales, que agrupa cerca de 192 espécies validamente descritas, com distribuição cosmopolita, embora geralmente com populações escassas a raras nos habitats onde essas espécies ocorrem.

## Descrição
O género Isoetes agrupa as plantas herbáceas perenes junciformes da classe Isoetopsida, sendo em geral considerado o único género da família Isoetaceae, embora alguns investigadores segreguem do género duas espécies sul-americanas para criar o género Stylites, embora recentes resultados de filogenia molecular coloquem essas espécies entre outras espécies de Isoetes, negando assim reconhecimento taxonómico ao género Stylites. Todas as espécies de Isoetes são heterospóricas.
O nome genérico era frequentemente grafado Isoëtes, sendo o uso do trema (dois pontos sobre o e: ë) um sinal diacrítico que visa indicar que o «o» e o «e» devem ser pronunciados em duas sílabas distintas. A inclusão do trema na grafia do nome genérico é opcional, sendo que ambas as grafias (Isoetes ou Isoëtes) são correctas.
Os membros do género Isoetes são maioritariamente aquáticos ou semi-aquáticos, preferindo habitats lênticos de águas transparentes, geralmente charcos, lagoas e margens de rios e riachos com pouca corrente. Apesar disso, algumas espécies (e.g. I. butleri, I. histrix e I. nuttallii) crescem em solos encharcados que secam durante o verão.
As folhas destas espécies são ocas e semelhantes a pequenos juncos, com uma minúscula lígula na base da superfície superior:7 na zona em que emergem do cormo central. Cada folha é uma estreita tira, com 2–20 cm de comprimento (excepcionalmente até 100 cm) e 0,5-3,0 mm de largura.
As folhas alargam-se na base, formando um engrossamento com até 5 mm de largura, onde se agregam formando uma roseta basal na maioria das espécies sobre uma estrutura subterrânea com característica de bolbo, na realidade um rizoma. Algumas espécies, entre as quais I. tegetiformans, formam esteiras de espalhamento. Esta base inchada também contém os esporângios masculinos e femininos, protegidos por um revestimento fino e transparente (o velum). Este revestimento é usado diagnosticamente para identificar as espécies, já que são muito difíceis de distinguir pela morfologia geral, sendo que para além do velum, a melhor maneira de as identificar é examinando os megásporos sob um microscópio.
A maioria das espécies é perene, mas algumas são plantas decíduas, neste último caso perdendo as folhas durante a estação seca.

## Sistemática
Comparado com outros géneros,  Isoetes  é pouco conhecido. Mesmo após estudos com recursos à citologia, microscopia electrónica de varrimento e cromatografia, as espécies são difíceis de identificar e a sua filogenia não é consensual. Os caracteres vegetativos geralmente usados para distinguir as espécies de outros géneros, como comprimento, rigidez, cor ou forma das folhas, são variáveis e dependem do habitat. A maioria dos sistemas de classificação para Isoetes baseia-se nas características dos esporos, o que torna quase impossível a identificação de espécies sem recurso a microscopia.
Espécies seleccionadas
A lista que se segue contém as espécies mais comuns e conhecidas. A lista completa é bem maior (192 espécies):
- Isoetes acadiensis –
- Isoetes alpina –
- Isoetes andicola
- Isoetes appalachiana –
- Isoetes australis –
- Isoetes azorica  –
- †Isoetes beestonii – (Permiano superior, extinto)[9]
- Isoetes bolanderi –
- Isoetes boomii –
- Isoetes brevicula –
- Isoetes brochonii –
- Isoetes butleri –
- Isoetes caroli –
- Isoetes caroliniana -
- Isoetes drummondii –
- Isoetes durieui –
- Isoetes × eatonii –
- Isoetes echinospora –
- Isoetes ecuadoriensis
- Isoetes eludens –
- Isoetes engelmannii –
- Isoetes flaccida –
- Isoetes gemmifera
- Isoetes georgiana –
- Isoetes hieroglyphica –
- Isoetes histrix –
- Isoetes howellii –
- Isoetes hyemalis –
- Isoetes inflata –
- Isoetes ivones –
- Isoetes jaeger –
- Isoetes junciformis –
- Isoetes lacustris –
- Isoetes louisianensis –
- Isoetes macrospora –
- Isoetes malinverniana –
- Isoetes maritima  –
- Isoetes melanopoda –
- Isoetes melanospora –
- Isoetes microvela –
- Isoetes mongerensis –
- Isoetes muelleri –
- Isoetes nuttallii –
- Isoetes occidentalis
- Isoetes piedmontana –
- Isoetes riparia –
- Isoetes setacea –
- Isoetes sinensis –
- Isoetes taiwanensis –
- Isoetes tamaulipana –
- Isoetes tegetiformans –
- Isoetes tenella –
- Isoetes tennesseensis –
- Isoetes tenuissima –
- Isoetes toximontana -
- Isoetes tripus –
- Isoetes tuckermanii –
- Isoetes valida –
- Isoetes velata –
- Isoetes viridimontana –
- Isoetes weberi –

Muitas espécies de Isoetes, como I. louisianensis e I. tegetiformans, são espécies ameaçadas de extinção. Várias outras espécies de Isoetes estão em estado de conservação vulnerável, entre as quais I. virginica.

## Evolução
Espécimes fossilizados de I. beestonii foram encontrados em rochas do Permiano tardio. As espécies de Isoetes são consideradas como os últimos representantes da linhagem que inclui a árvore fóssil Lepidodendron, com o qual compartilham algumas características incomuns, incluindo o desenvolvimento de estrutuas lenhificadas e casca, um sistema de rebentos modificados agindo como raízes, crescimento bipolar e uma postura erecta.
Do ponto de vista filogenético, o género Isoetes apresenta o seguinte enquadramento:

|  | †Pleuromeia                                               |
|  |                                                           |
|  | \| \| †Nathorstiana \| \| \| \| \| \| Isoetes \| \| \| \| |
|  |                                                           |
|  | †Nathorstiana                                             |
|  |                                                           |
|  | Isoetes                                                   |
|  |                                                           |

|  | †Nathorstiana |
|  |               |
|  | Isoetes       |
|  |               |

|  | †Pleuromeia                                               |
|  |                                                           |
|  | \| \| †Nathorstiana \| \| \| \| \| \| Isoetes \| \| \| \| |
|  |                                                           |
|  | †Nathorstiana                                             |
|  |                                                           |
|  | Isoetes                                                   |
|  |                                                           |

|  | †Nathorstiana |
|  |               |
|  | Isoetes       |
|  |               |